# 구와기촌
구와기촌(桑木村)은 일본 히로시마현 아시나군에 있던 촌이다. 현재의 진세키군 진세키코겐정의 일부에 해당한다.

## 역사
- 1889년 4월 1일 - 정촌제 시행에 의해 아시다군 구와기촌이 발족하였다.
- 1900년 4월 1일 - 군의 통합에 의해 아시나군에 소속되었다.
- 1913년 2월 1일 -  기노야마촌, 기노야마촌과 합병해, 다이쇼촌이 신설하여 폐지되었다.

## 참고문헌
- 角川日本地名大辞典 34 広島県
- 『市町村名変遷辞典』東京堂出版、1990年。